# Far Cry (phim)
Far Cry là một bộ phim Đức năm 2008 phỏng theo trò chơi điện tử cùng tên. Bộ phim được đạo diễn bởi Uwe Boll với sự tham gia của Til Schweiger.

## Nội dung
Jack Carver là một cựu thành viên của lực lượng đặc biệt của Đức. Ông đưa nhà báo Valerie Cardinal đến thăm Bác Max của cô trên một hòn đảo, nơi ông làm việc trong một khu quân sự. Khi họ đến, quái vật do bác sĩ Krieger tạo ra bắt được Valerie. Jack không quan tâm về cô cho đến khi tàu của ông nổ tung lên. Sau khi tàu của ông bị phá hiện ra mục đích thực sự của các cơ sở trên đảo: việc tạo ra các binh sĩ vật biến đổi gen.

## Diễn viên
- Til Schweiger là Jack Carver
- Emmanuelle Vaugier là Valerie Cardinal
- Natalia Avelon là Katja Chernov
- Michael Paré là Paul Summers
- Clint Howard là Nhà khoa học dẫn đầu
- Craig Fairbrass là Parker
- Udo Kier là Bác sĩ Krieger
- Mike Dopud là S Sgt. Ryder
- Chris Coppola là Emilio
- Ralf Möller là Max Cardinal
- Don S. Davis là General Roderick
- Michael Eklund
- Jay Brazeau là Ralph
- Michael Rogers là Mercenary Kelly
- Anthony Bourdain là Nhà khoa học (Tad Chanko)

## Sản xuất
Uwe Boll đã đạt được những quyền để quay một bộ phim Far Cry, thừa nhận ngay cả trước khi trò chơi đã được phát hành. Trong một cuộc phỏng vấn năm 2006, Uwe Boll nói rằng việc sản xuất về Far Cry sẽ bắt đầu tháng 5 năm 2007.